# Cortodera schurmanni
Cortodera schurmanni är en skalbaggsart som beskrevs av Gianfranco Sama 1997. Cortodera schurmanni ingår i släktet Cortodera och familjen långhorningar. Inga underarter finns listade i Catalogue of Life.